# Micco
Micco ist ein census-designated place (CDP) im Brevard County im US-Bundesstaat Florida. Das U.S. Census Bureau hat bei der Volkszählung 2020 eine Einwohnerzahl von 9.574 ermittelt.

## Geographie
Micco liegt an der Ostküste Floridas am Indian River, der einen Teil des Intracoastal Waterway bildet. Micco liegt rund 100 Kilometer südlich von Titusville und etwa 130 Kilometer südöstlich von Orlando. Der CDP wird vom U.S. Highway 1 (SR 5) durchquert.

## Demographische Daten
Laut der Volkszählung 2010 verteilten sich die damaligen 9052 Einwohner auf 6562 Haushalte. Die Bevölkerungsdichte lag bei 371 Einw./km². 97,5 % der Bevölkerung bezeichneten sich als Weiße, 0,4 % als Afroamerikaner, 0,3 % als Indianer und 0,3 % als Asian Americans. 0,4 % gaben die Angehörigkeit zu einer anderen Ethnie und 1,0 % zu mehreren Ethnien an. 1,7 % der Bevölkerung bestand aus Hispanics oder Latinos.
Im Jahr 2010 lebten in 6,2 % aller Haushalte Kinder unter 18 Jahren sowie 69,5 % aller Haushalte Personen mit mindestens 65 Jahren. 54,7 % der Haushalte waren Familienhaushalte (bestehend aus verheirateten Paaren mit oder ohne Nachkommen bzw. einem Elternteil mit Nachkomme). Die durchschnittliche Größe eines Haushalts lag bei 1,79 Personen und die durchschnittliche Familiengröße bei 2,26 Personen.
6,3 % der Bevölkerung waren jünger als 20 Jahre, 7,0 % waren 20 bis 39 Jahre alt, 20,5 % waren 40 bis 59 Jahre alt und 66,2 % waren mindestens 60 Jahre alt. Das mittlere Alter betrug 67 Jahre. 46,9 % der Bevölkerung waren männlich und 53,1 % weiblich.
Das durchschnittliche Jahreseinkommen lag bei 32.380 $, dabei lebten 9,7 % der Bevölkerung unter der Armutsgrenze.
Im Jahr 2000 war Englisch die Muttersprache von 96,25 % der Bevölkerung und 3,75 % hatten eine andere Muttersprache.